# سكوت إرليخ
سكوت إرليخ (بالإنجليزية: Scott Ehrlich)‏ هو شخصية أعمال أمريكي، ولد في 20 يوليو 1965 في هوليوود في الولايات المتحدة.